# Ferrocarrils Federals Austríacs
Österreichische Bundesbahnen (ÖBB) és el nom de la companyia nacional de ferrocarrils austríacs. Succeeix a l'antiga companyia Bundesbahn Österreich (BBÖ) que entre el 1938 i el 1945 formava part de la companyia alemanya Deutsche Reichsbahn (DRG).
La majoria de la xarxa de ferrocarrils austríaca està electrificada des dels anys 1950. L'última locomotora de vapor en servei regular va ser retirada el 1978. ÖBB gestiona diverses línies de via estreta, la més coneguda de les quals és la MariazellBahn.
L'1 de gener de 2005, es va realitzar una reestructuració de l'ÖBB en diverses empreses:
- ÖBB-Holding AG
- ÖBB-Dienstleistungs GmbH
- ÖBB-Personenverkehr AG (Transport de passatgers)
- Rail Cargo Austria AG (Transport de mercaderies)

ÖBB-Personenverkehr AG i Rail Cargo Austria AG tenen les següents filials:
- ÖBB-Traktion GmbH (construcció de locomotores)
- ÖBB-Technische Services GmbH (serveis tècnics i de manteniment del material mòbil)

Altres companyies relacionades amb l'ÖBB són:
- ÖBB-Infrastruktur Betrieb AG (manteniment de les vies i estacions)
- ÖBB-Infrastruktur Bau AG (noves línies i renovacions)
- Brenner Eisenbahn GmbH
- ÖBB-Immobilienmanagement GmbH

## ÖBB en xifres
44.000 empleats (ÖBB és una de les companyies austríaques amb més empleats)

5.700 km de vies, de les quals, el 57% estan electrificades

1.230 locomotores

3.136 vagons de passatgers

220 automotores

145 autorails

436.000.000 passatges transportats, dels quals, 245.000.000 van ser transportats en autobús

## Principals línies de l'ÖBB
Austrian Eastern Railway 
Austrian Northern Railway 
Austrian Northwestern Railway 
Austrian Southern Railway 
Austrian Western Railway 
Franz Josef Railway 
Brenner Railway 
Arlberg Railway 
Tauern Railway 
Pyhrn Railway 